# Аах (Рейнланд-Пфальц)
Аах (нім. Aach) — громада в Німеччині, розташована в землі Рейнланд-Пфальц. Входить до складу району Трір-Саарбург. Складова частина об'єднання громад Трір-Ланд.
Площа — 6,96 км2. Населення становить 1116 ос. (станом на 31 грудня 2020).